# Berdsk
Berdsk (in russo Бердск?) è una città russa nell'oblast' di Novosibirsk sul fiume Berd'. Fondata nel 1716, è una città satellite di Novosibirsk e si trova a sud di Akademgorodok.

## Storia
I primi insediamenti nei dintorni dell'Ob' e del Berd' risalgono all'inizio del XVIII secolo: si trasferirono qui persone libere, contadini fuggitivi (dalla Russia europea), criminali fuggitivi, cacciatori. Le motivazioni alla base di questo processo migratorio in una zona scarsamente popolata (processo coinvolgente l'intera regione siberiana) furono il desiderio di cominciare o continuare la vita libera o la possibilità di cacciare animali da pelliccia.
Il popolo che vi crebbe corse rischi di attacchi delle popolazioni nomadi dal sud. Gli immigrati locali richiesero una difesa al governatore di Tomsk. Circa nel 1716 sulla riva alta nell'angolo fra l'Ob' e il Berd fu costruita l'ostróg (in russo острог), la fortezza, sotto la guida di Ivan Butkejev.
La data della fondazione è discussa: alcuni ricercatori sostengono che l'ostrog fu costruita ancora nel primo decennio del XVIII secolo. Secondo altri ricercatori in questo posto vi doveva essere un paese ancora nel XVII secolo, perché qui passava la strada per Kuzneck. Il fatto che sulla mappa del 1710 non c'è alcun villaggio nel sito di Berdsk, può significare che quello fu distrutto da un'incursione di nomadi.
Il popolo valorizzò la terra, costruì piccoli villaggi poco lontano dalla fortezza. Lo stato appoggiò e finanziò lo sviluppo dell'agricoltura per non dovere aiutare direttamente con prodotti naturali. Nel 1730 qui passò la via da Mosca, il che dette un impulso al commercio ed aiutò lo sviluppo di altri mestieri.
Una descrizione del 1734  dice: “il muro fu necessario solo da un lato, e fu costruito in pali in arco fra l'Ob' e il Berd. Tutte le abitazioni, la chiesa dell'Epifania, la casa del capo, il tribunale, i granai, la guarnigione stettero all'interno dell'ostrog. Al di fuori del muro stettero la fossa e altre opere difensive. La guarnigione consisté in cosacchi locali, ebbe fucili ed un cannone”.
All'inizio del XIX secolo accanto a Berdsk fu trovato l'oro che scendeva per il fiume dal crinale Salairskij a 200 km dalla città.

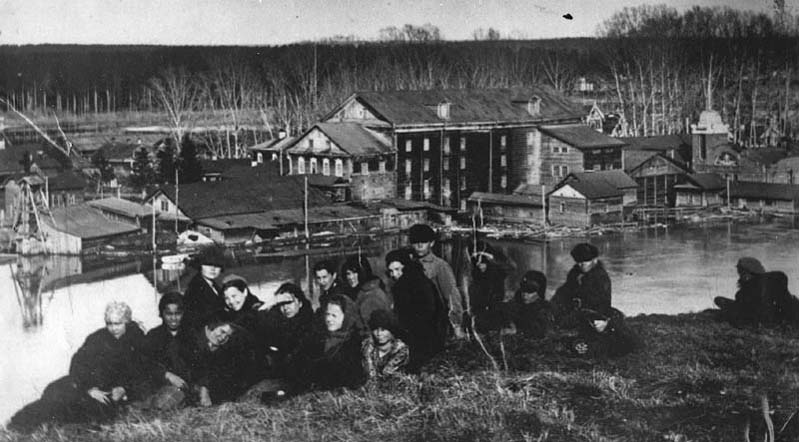
Il mulino del negoziante Gorokhov

Verso il XX secolo Berdsk diventò uno dei centri principali della macinatura del frumento, godendo dei trasporti fluviali dell'Ob, ed esportando prodotti in molti luoghi della Siberia, della Russia europea e anche in Europa. I mulini dei negozianti locali furono delle vere fabbriche, molto sviluppate: il mulino del mercante V. A. Gorokhov lavorava 90 tonnellate di farina al giorno, producendo vari tipi di farina. Nel 1909 all'esposizione universale un'impresa molitoria ricevette la medaglia d'oro minore del Ministero del commercio e dell'industria. Il mulino di Gorokhov fu molto sviluppato anche socialmente, pagando alti stipendi ai lavoratori e facendo vari regali per le feste. Nel territorio della fabbrica ci furono una biblioteca, una scuola materna, una scuola tecnica, il circolo culturale.
Nel 1915 fu inaugurata la ferrovia d'Altai che passava accanto alla città e la collegò con Novonikolaevsk e Barnaul.

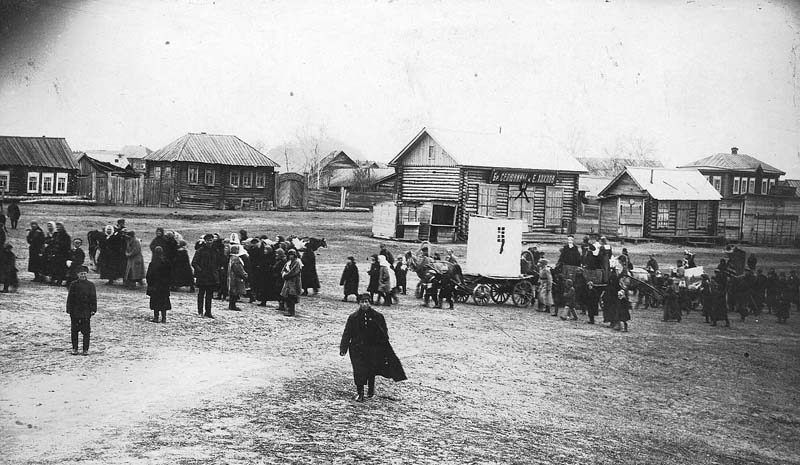
Il centro del villaggio di Berdsk negli anni venti

La guerra civile colpì la città molto pesantemente: in città avevano sede sia il centro amministrativo delle forze controrivoluzionarie sia una fortissima resistenza dei comunisti. Questo e la successiva collettivizzazione negli anni trenta rovinò tutta l'agricoltura e l'industria. Le imprese create dal potere sovietico non furono mai efficaci come quelle prerivoluzionarie.
Per la costruzione della stazione idroelettrica di Novosibirsk nel 1952 il territorio della città fu allagato dal serbatoio idrico (chiamato Mare di Ob'). La maggior parte della città fu evacuata e ridislocata nella parte remota che stava accanto alla stazione ferroviaria a 7 km dalla città. Attualmente a Berdsk non c'è nessun edificio storico antecedente il 1915, e quasi tutte le strade formato angoli retti.

## Geografia fisica
La città si trova nella baia di Berdsk (la profonda insenatura dove sfocia il fiume Berd') che si apre nel bacino di Novosibirsk. Ad ovest della città, fra questa e il bacino artificiale c'è una foresta di pini che si estende per 20 km².
La città è collegata dall'autostrada R256 e dalla ferrovia d'Altai una tratta della ferrovia della Siberia occidentale che l'attraversano e collegano Novosibirsk con Barnaul e la Mongolia. Grazie a queste opere bastano 20 minuti in automobile per giungere ad Akademgorodok e 1 ora per la parte centrale di Novosibirsk. Il traffico pendolare è significativo.
Le città più vicine (distanza dal centro diretta/per l'autostrada, direzione, nome della regione se fuori dell'oblast' di Novosibirsk) sono
- Iskitim (18/18 km, SE)
- Novosibirsk (32/32 km, N)
- Ob' (37/49 km, NO)
- Čerepanovo (61/71 km, S)
- Togučin (97/154 km, NE)
- Bolotnoje (131/164 km, NE)
- Čulym (141/178 km, O)
- Kamen'-na-Obi (155/233 km, SO, territorio dell'Altaj)
- Jurga (158/205 km, NE, oblast' di Kemerovo)
- Novoaltajsk (159/193 km, S, territorio dell'Altaj)
- Barnaul (159/207 km, S, territorio dell'Altaj)
- Zarinsk (166/264 km, SE, territorio dell'Altaj)
- Topki (171/266 km, E, oblast' di Kemerovo)
- Salair (183/molto km, E, oblast' di Kemerovo)

## Struttura e popolazione
La città è suddivisa in 7 rioni urbani:
- Centr (Центр), il centro
- Mikrorajon (Микрорайон), il rione sud
- Voennyj Gorodok (Военный городок), il rione sud-est accanto all'aeroporto
- Krasnyj Sokol (Красный сокол)
- Dom Otdycha (Дом отдыха), nella foresta accanto sulla riva del mare
- Novyj Posëlok (Новый посёлок), adiacente Akademgorodok, sull'altra riva del golfo

Alcune parti della città sono caratterizzate dalle case urbane statali (le chruščёvke o più nuove). Ci sono anche ampi rioni formati da piccole abitazioni private di un piano con orti come nei villaggi, quei rioni si chiamano settore privato [d'abitazione] ([жилой] частный сектор). In questi ultimi c'è solo l'acqua fredda e l'elettricità, non ci sono riscaldamento centrale (si usano stufe) o l'acqua calda (si riscaldano con elettricità o con le stufe), neanche le fognature (invece i tubi vanno nelle buche coperte). Nei rioni urbani ci sono tutte le comodità urbane, perfino le reti locali di computer connesse direttamente con quelle di Akademgorodok.
L'andamento storico della popolazione:
| anno | abitanti | anno | abitanti |
| ---- | -------- | ---- | -------- |
| 1914 | 6 000    | 1982 | 68 000   |
| 1925 | 4 544    | 1986 | 76 000   |
| 1930 | 5 751    | 1989 | 79 200   |
| 1939 | 11 000   | 1992 | 81 200   |
| 1959 | 29 000   | 1996 | 85 600   |
| 1967 | 45 000   | 1998 | 85 800   |
| 1970 | 53 200   | 2000 | 86 600   |
| 1973 | 58 000   | 2001 | 87 300   |
| 1976 | 63 000   | 2003 | 88 400   |
| 1979 | 67 300   | 2005 | 90 700   |

(Fonti:  Archiviato il 15 settembre 2011 in Internet Archive.)

## Infrastrutture e trasporti
Nella città c'è una rete di trasporti di bus municipali e privati, comprese le corriere dirette ad Akademgorodok, Novosibirsk e Iskitim. Il centro della città si trova nelle vicinanze della stazione ferroviaria e delle diramazioni ad un binario. Ci vanno i treni locali collegando Berdsk, Iskitim e Čerepanovo con Novosibirsk, ed i treni a lunga percorrenza per territorio dell'Altaj e Kazakistan.
Sulla riva destra del golfo di Berdsk c'è una banchina con draghe e chiatte. Il traffico di passeggeri fluviale è invece insignificante.

## Economia
Grazie alla vicinanza del mare di Ob, alla lontananza dalle zone industriali di Novosibirsk, ma grazie alla ridotta distanza, Berdsk è un'ottima località per il riposo. Sono sviluppati il settore della cura e della villeggiatura: ci sono molti alberghi poco lontano dal golfo o dal mare (chiamate casa da riposo). È privilegiata la costruzione dei quartieri residenziali d'alta qualità.
C'è anche una zona industriale con alcune grandi industrie: l'Impianto elettromecanico di Berdsk, l'Impianto di farmaci biologici di Berdsk, il panificio Archiviato l'8 settembre 2005 in Internet Archive., l'impianto dei materiali da imballaggio “Notis” ed altri.
Fino al 1996 a Berdsk funzionò una industria radioelettronica che nell'URSS produsse molti elettrodomestici conosciuti in tutto il paese, avendo una rete di negozi e servizi in molte città, ma dopo il 1992 non poté adattarsi e competere con l'elettronica d'importazione e dichiarò bancarotta.
Nella parte sud di Berdsk c'è una cittadina militare con una brigata da sbarco e un aeroporto utilizzato per i lanci col paracadute, i voli d'addestramento con aerei leggeri, elicotteri e per il volo acrobatico.

## Istruzione e cultura

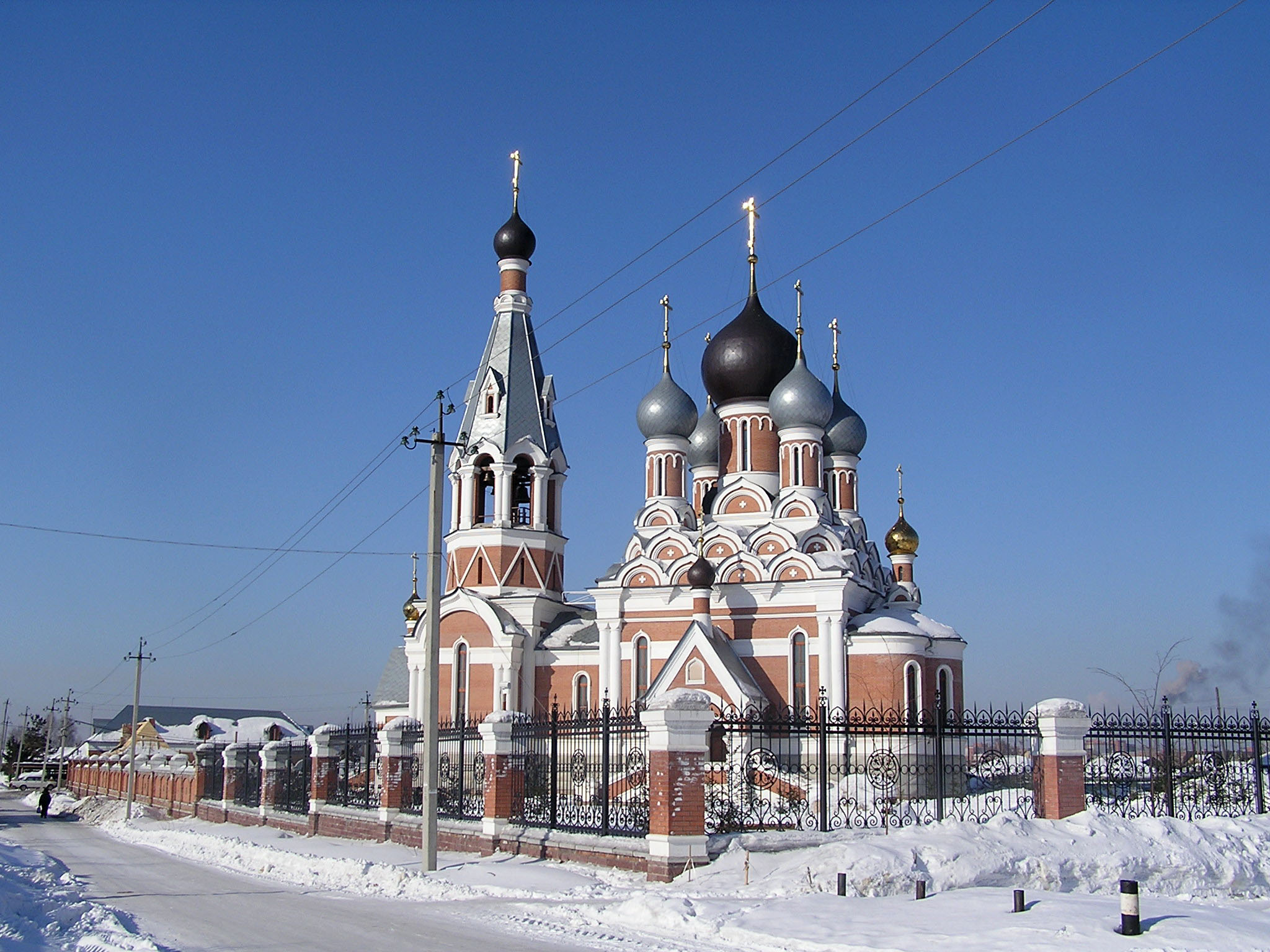
Cattedrale di Trasfigurazione a Berdsk, costruita nel 2004

A Berdsk vi sono alcune scuole materne, scuole medie (le ultime costruite negli anni novanta, 5 scuole professionali, l'istituto tecnico d'elettromecanica, un liceo, un collegio di management. Ci sono 3 stadi, 5 scuole sportive per bambini, 2 grandi centri culturali: la Casa della Cultura nella parte centrale e la Casa della Cultura “Rodina” nel Mikrorajon, una scuola di musica, un museo storico, la rete di biblioteche, un parco ed una società panfilo.